# Бислама
Бислама језик је креолски језик и један од званичних језика који се говори у држави Вануату.